# Ionuț Larie
Ionuț Justinian Larie (Constanța, 16 febbraio 1987) è un calciatore rumeno, difensore del Farul Costanza.

## Carriera

### Club
Ha giocato nella prima divisione rumena.

### Nazionale
Ha giocato nella nazionale rumena Under-21.

## Palmarès

### Club

#### Competizioni nazionali
- Campionato rumeno: 1

Farul Costanza: 2022-2023